# Mediodactylus kotschyi
Mediodactylus kotschyi és una espècie de llangardaix de la família dels gecònids. L'espècie és nativa del sud-est d'Europa i l'Orient Pròxim. És anomenat així en honor del botànic austríac i explorador Karl Georg Theodor Kotschy.

## Descripció
És un llangardaix allargat amb una longitud d'aproximadament 10 cm incloent-hi la seva cua. Les femelles són lleugerament més grans que els mascles. Les extremitats i la cua són primes i hi tenen petits tubercles a l'esquena i la cua. Els dits no tenen coixinets adhesius, però els dits dels peus són relativament llargs amb un plec al centre. El seu color és bastant variable i pot tenir un fons gris groguenc, marró grisós, marró fosc o negre vermellós. La superfície dorsal està marcada amb bandes transversals en forma de W de color més fosc. Al iguals que els dragons, les marques segueixen sent les mateixes, però l'ombra pot ser més fosca en condicions fresques i més pàl·lida durant les hores de més calor. La seva part inferior pot ser groguenca o ataronjada.

## Distribució i hàbitat
És una espècie nativa d'Ucraïna, Bulgària, Sèrbia, Macedònia del Nord, Albània, Grècia, Xipre, Turquia, Síria, el Líban, Jordània i Israel. El seu hàbitat típic són els penya-segats, les zones pedregoses seques, els matollars, els troncs d'arbres, els murs de pedra i les parets externes i internes dels edificis. Es troba a una altitud de fins a 1.700 metres, tot i que la majoria es troba a altituds molt menors.

## Comportament
És principalment una espècie nocturna, però en les èpoques més fredes de l'any també és activa durant el dia, especialment a primeres i a últimes hores del dia. Ascendeix relativament bé per les parets tot i la falta de coixinets adhesius a les potes, però escala molt menys i ascendeix menys que els dragons comuns. Quan se'l molesta, retrocedeix fins al sotabosc, dins d'escletxes a les roques o s'aferra als sortints dels edificis. La seva veu és d'un to agut i repetitiu que poden utilitzat tan mascles com femelles durant l'època d'aparellament.

## Reproducció
La femella acostuma a pondre dos ous (ocasionalment un) sota les pedres o en alguna escletxa. Aquests ous tarden entre 11 i 18 setmanes a eclosionar. Les cries mesuren uns 2 cm de longitud. Les cries maduren al cap de 2 anys. La seva esperança de vida és d'uns 9 anys en captivitat.

## Estat
Aquesta espècie de gecko és considerat dins la llista de la UICN com a "menys preocupant". Això es deu a la seva amplia zona de distribució. La tendència de la seva població és desconeguda, però no fa front a cap amenaça en particular, tot i que la desforestació podria ser un amenaça dins d'Israel i Jordània on majoritàriament es troba dins dels troncs.